# Kanton Guerlédan
Der Kanton Guerlédan ist seit 1790 ein französischer Wahlkreis im Arrondissement Saint-Brieuc, im Département Côtes-d’Armor und in der Region Bretagne; sein Hauptort ist Guerlédan.

## Geschichte
Der Kanton entstand am 15. Februar 1790. Von 1801 bis 2015 gehörten fünf Gemeinden zum Kanton Mûr-de-Bretagne. Mit der Neuordnung der Kantone in Frankreich stieg die Zahl der Gemeinden 2015 auf 24. Nebst den 5 Gemeinden des alten Kantons Mûr-de-Bretagne kamen noch alle 7 Gemeinden des bisherigen Kantons Uzel, alle 5 Gemeinden des bisherigen Kantons Corlay, 4 der 6 Gemeinden des Kantons Loudéac und 3 der 5 Gemeinden des Kantons Plouguenast hinzu.
Anlässlich der Gründung der Commune nouvelle Guerlédan erfolgte die Umbenennung des Kantons von vormals Kanton Mûr-de-Bretagne zum aktuellen Namen per Dekret vom 24. Februar 2021.

## Lage
Der Kanton liegt im Süden des Départements Côtes-d’Armor.

## Gemeinden
Der Kanton besteht aus 22 Gemeinden mit insgesamt 19.023 Einwohnern (Stand: 1. Januar 2022) auf einer Gesamtfläche von 492,46 km²:
| Gemeinde                  | Bretonisch                  | Einwohner (2022) | Fläche (km²) | Code postal | Code Insee |
| ------------------------- | --------------------------- | ---------------- | ------------ | ----------- | ---------- |
| Allineuc                  | Alineg                      | 592              | 24,09        | 22460       | 22001      |
| Caurel                    | Kaorel                      | 355              | 11,65        | 22530       | 22033      |
| Corlay                    | Korle                       | 913              | 13,80        | 22320       | 22047      |
| Gausson                   | Gwalc'hion                  | 648              | 16,71        | 22150       | 22060      |
| Grâce-Uzel                | Gras-Uzel                   | 429              | 7,95         | 22460       | 22068      |
| Guerlédan                 | Gwerledan                   | 2.528            | 47,75        | 22530       | 22158      |
| Hémonstoir                | Henvoustoer                 | 708              | 14,03        | 22600       | 22075      |
| Merléac                   | Merleag                     | 463              | 30,03        | 22460       | 22149      |
| La Motte                  | Ar Voudenn                  | 2.159            | 43,03        | 22600       | 22155      |
| Le Haut-Corlay            | Ar Gozh-Korle               | 650              | 25,64        | 22320       | 22074      |
| Le Quillio                | Ar C'hillioù                | 591              | 16,16        | 22460       | 22260      |
| Plouguenast-Langast       | Plougonwaz-Lanwal           | 2.390            | 55,57        | 22150       | 22219      |
| Plussulien                | Plusulian                   | 507              | 22,49        | 22320       | 22244      |
| Saint-Caradec             | Sant-Karadeg                | 1.132            | 21,94        | 22600       | 22279      |
| Saint-Connec              | Sant-Koneg                  | 258              | 10,93        | 22530       | 22285      |
| Saint-Gilles-Vieux-Marché | Sant-Jili-ar-C'hozhvarc'hod | 315              | 21,95        | 22530       | 22295      |
| Saint-Hervé               | Sant-Herve                  | 413              | 9,83         | 22460       | 22300      |
| Saint-Martin-des-Prés     | Sant-Varzhin-Korle          | 321              | 20,30        | 22320       | 22313      |
| Saint-Mayeux              | Sant-Vaeg                   | 460              | 30,63        | 22320       | 22316      |
| Saint-Thélo               | Sant-Teliav                 | 377              | 14,56        | 22460       | 22330      |
| Trévé                     | Treve                       | 1.680            | 26,63        | 22600       | 22376      |
| Uzel                      | Uzel                        | 1.134            | 6,79         | 22460       | 22384      |
| Kanton Guerlédan          |                             | 19.023           | 492,46       | -           | 2210       |

## Veränderungen im Gemeindebestand seit der landesweiten Neuordnung der Kantone
2019: Fusion Langast und Plouguenast → Plouguenast-Langast
2017: Fusion Mûr-de-Bretagne und Saint-Guen → Guerlédan

### Kanton bis 2015
Der Kanton Mûr-de-Bretagne umfasste fünf Gemeinden. Diese waren: Caurel, Mûr-de-Bretagne (Hauptort), Saint-Connec, Saint-Gilles-Vieux-Marché und Saint-Guen.

### Bevölkerungsentwicklung
| 1962 | 1968 | 1975 | 1982 | 1990 | 1999 | 2006 | 2012 |
| ---- | ---- | ---- | ---- | ---- | ---- | ---- | ---- |
| 4440 | 4103 | 3798 | 3649 | 3487 | 3517 | 3545 | 3524 |

## Politik
Im 1. Wahlgang am 22. März 2015 erreichte keines der vier Wahlpaare die absolute Mehrheit. Bei der Stichwahl am 29. März 2015 gewann das Gespann Céline Guillaume / Loïc Roscouët (beide LR) gegen Monique Le Clézio / Fabris Trehorel (beide PS) mit einem Stimmenanteil von 60,99 % (Wahlbeteiligung:62,96 %).
| Vertreter im conseil général des Départements | Vertreter im conseil général des Départements | Vertreter im conseil général des Départements |
| Amtszeit                                      | Name                                          | Partei                                        |
| --------------------------------------------- | --------------------------------------------- | --------------------------------------------- |
| 1976–1988                                     | Michelle Le Brun                              | PS                                            |
| 1988–1994                                     | Loïc Bertho                                   | RPR                                           |
| 1994–2001                                     | Gaston Portefaix                              | UDF                                           |
| 2001–2015                                     | Monique Le Clézio                             | PS                                            |
| 2015–2021                                     | Céline Guillaume Loïc Roscouët                | LR                                            |
| 2021–                                         | Céline Guillaume Hervé Le Lu                  | LR DVD                                        |